# Caino e Artëm
Caino e Artëm (Каин и Артём) è un film del 1929 diretto da Pavel Petrovič Petrov-Bytov.